# Limnonectes plicatellus
Espèce
Synonymes
- Rana plicatella Stoliczka, 1873

Statut de conservation UICN

 LC  : Préoccupation mineure
Limnonectes plicatellus est une espèce d'amphibiens de la famille des Dicroglossidae.

## Répartition
Cette espèce se rencontre en Thaïlande dans la province de Yala, en Malaisie péninsulaire et à Singapour.

## Publication originale
- Stoliczka, 1873 : Notes on some species of Malayan amphibia and Reptilia. Journal of the Asiatic Society of Bengal, vol. 42, p. 111-126 (texte intégral).